# 阿隆·麦克林
艾朗·麥連（英語：Aaron McLean，1983年5月25日—）出生於英格蘭大伦敦哈默史密斯-富勒姆區的哈默史密斯，是一名足球員，司職前鋒，出身奧連特青訓系統，其後在非聯賽球會打滾，直到加盟彼德堡才成名，現時效力英甲球會巴拉福特。

## 生平

### 奧連特
麥連出身奧連特青訓系統，於1999年12月8日首次代表一隊在英格蘭聯賽錦標對雷丁下半場後補上陣。於1999/2000年球季末再獲3次在聯賽後補登場的機會。2000/01年球季年僅17歲的麥連雖然只有兩次出賽機會，但2001年3月6日聯賽作客對卡迪夫城首次以正選身份上陣；而3月17日聯賽作客對梳士貝利，下半場後補上陣頂入為球隊扳平1-1。2001/02年球季麥連獲得較多出場機會，雖然大部份是後補身份，在31次上陣射入兩球，於2002年4月30日獲一年新約。2002/03年球季初被外借到格雷斯汲取上陣機會，但返回奧連特後仍未能在一隊掙得正選席位，更被通知在季後將不獲新約。

### 艾迪索特
2003年7月3日加盟新升議會全國聯賽的艾迪索特。麥連在艾迪索特表現出色，更獲徵召加入由23歲以下半職業球員組成的英格蘭C隊。艾迪索特在球季結束時獲得聯賽第5位，可以參加升級附加賽，準決賽兩回合累計1-1與赫里福特聯踢成平手，艾迪索特在互射十二碼以4-2獲勝晉級決賽，5月16日決賽對梳士貝利，麥連上半場36分鐘先拔頭籌，但梳士貝利完半場前扳平1-1，直到加時後再沒有增添紀錄，艾迪索特在互射十二碼以0-3敗北而失落升級機會。2004/05年球季議會全國聯賽轉制為全職業聯賽，麥連與球會續約一年。但麥連到季中的表現開始滑落，只有4球斬獲，更於2005年2月2日被掛牌出售，2月11日麥連轉投議會南部聯賽（Conference South）領頭羊格雷斯，簽約兩年。

### 格雷斯
麥連在已升級到議會全國聯賽的格雷斯初期並不順利，苦戰到2005年12月6日對艾青洽（Altrincham）才射入首球，但在新年過後漸入佳境，最終協助球隊在聯賽取得第3位，再一次參加升級附加賽，但在準決賽兩回合累計4-5負於夏利法斯（Halifax Town）被淘汰。但格雷斯卻成功晉級英格蘭足總錦標決賽，5月14日以2-0擊敗胡京（Woking），順利蟬聯冠軍獎盃。2006/07年球季麥連表現出色，開季首17場射入13球，與格拉維森的查理·麥當奴（Charlie MacDonald）併列射手榜榜首，並吸引狼隊及諾定咸森林等高級別球會的注意。2006年10月31日麥連以外借身份加盟英乙的彼德堡，如表現滿意，將會以6位數字金額正式買斷。麥連加盟後勇態持續，8場比賽射入5球，將彼德堡帶入升級附加賽區域及英格蘭足總盃第三圈。

### 彼德堡
2007年1月2日轉會窗重開後首日，彼德堡隨即付出15萬英鎊將麥連正式收歸旗下，簽約三年半。麥連繼續取得入球，更在2月份連續3場聯賽各入1球，但不幸在2月17日對馬爾斯菲雖然射入一球，但完場前受傷，賽後掃瞄證實膝蓋前十字韌帶受創，需要提早「收咧」，加盟首季連同借用期合共射入10球。麥連接受微創手術後，可望趕及在季前訓練復出。4月5日彼德堡與麥連延長合約直到2011年6月才屆滿。
2007年5月25日麥連獲准全面復操。2007/08年球季聯賽開鑼日彼德堡主場3-0輕取罗奇代尔，麥連復出首場即射入一球。11月24日主場聯賽7-0大炒賓福特，麥連個人在上半場完成帽子戲法。2008年1月15日聯賽8-2擊潰阿克寧頓，麥連與隊友乔治·博伊德各入3球，個人本季第二次食出「大三元」。到了3月中，彼德堡位處聯賽榜次席，而麥連更以25球高據英乙射手榜首位。3月29日主場4-0擊敗林肯城，麥連再入兩球，個人本季入球總數達到31球，其中27球在聯賽中射入，有望取得英乙金靴獎。雖然有傳聞麥連會於季後離隊，麥連表示效忠彼德堡，並稱：「我一日仍是彼德堡的球員，將不惜為球會而汗血。」（I'm a Peterborough United player and as long as I am I will sweat blood for the club）。4月27日麥連入選PFA英乙年度最佳陣容。球季結束，麥連合共射入33球，更以29個聯賽入球成為英乙神射手，並協助彼德堡贏得聯賽亞軍及自動升級英甲席位，季後英冠球會狼隊希望收購麥連，彼德堡要求先付300萬英鎊，如獲升級英超再加200萬英鎊，麥連一度提出轉會要求，但季前返回彼德堡參加訓練，並撤回轉會掛牌，於7月28日簽署四年新約結束這場轉會風波。
2008/09年球季麥連在2008年8月16日英甲第二場聯賽主場3-0擊敗母會奧連特取得本季首個入球。9月6日主場大手交易5-4僅勝布里斯托流浪，麥連雖1射入一球，但上半場因手肘脫臼離場，需要缺陣6星期。10月23日復出不久的麥連在4-0擊敗哈德斯菲爾德中取得兩個入球兼協助彼德堡在聯賽9場不敗。在升上一級聯賽及受傷患困擾，麥連未能如去季般入球如拾草芥，直到11月底只有6球進賬，領隊达伦·弗格森考慮在1月轉會窗引入較具經驗的前鋒，心儀人選包括瑞奇·兰伯特，但麥連對自己的能力充滿信心。12月28日彼德堡作客與車頓咸製造另一場大交易，最終6-3獲勝，麥連射入一球，將入球總數在新年前達到雙位的10球。最終彼德堡沒有在轉會窗引入前鋒，仍依賴原有鋒線爭取升級。新年後麥連漸入佳景，在7場比賽有6球斬獲。聯賽煞科日主場2-2賽和史雲頓，雖然麥連射失一球十二碼沒有取得入球，球季結束麥連合共射入19球，包括18個聯賽入球，成為球隊次席射手，並協助彼德堡連續兩年升級，來季升級到英冠。
2009年12月15日麥連提出書面轉會要求，並獲得球會接納。2010年1月9日剛上任普雷斯頓的前彼德堡領隊戴倫·費格遜據報向麥連招手。麥連於3月19日在操練時不慎扭傷膝蓋，掃瞄證實韌帶撕裂，需要接受手術治療，因而缺席球季餘下賽事。
2010/11年球季麥連傷癒復出，開季兩仗於聯賽擊敗布里斯托流浪及英格蘭聯賽盃淘汰均取得入球，但在對洛達咸時右腿受傷用擔架抬離場，賽後需要接受磁力共振檢查傷勢，證實沒有骨折而可於下場聯賽對上陣。麥連繼續火熱演出，於聖誕節前在各項賽事合共射入14球，其轉會要求一直沒有撤銷，12月22日彼德堡班主達瑞·麦安东尼（Darragh MacAnthony）證實接納剛轉換班主的英冠球會的出價，麥連獲准與對方商討私人條件。

### 侯城
2010年12月30日麥連證實加盟英冠球會侯城，轉會費確實金額沒有透露，據報超過100萬英鎊，簽約三年半。
2013年1月4日，英冠球會葉士域治從侯城借得麥連直至球季結朿。
2013年11月21日，英冠球會伯明翰以緊急借用形式向英超球會侯城借得麥連直至2014年1月1日。

## 榮譽
彼德堡
- 英格蘭乙級聯賽亞軍：2007/08年；
- 英格蘭甲級聯賽亞軍：2008/09年；

格雷斯
- 英格蘭足總錦標：2005/06年；

個人
- PFA英乙年度最佳陣容：2008年；